# Antoni Leszczewicz
Antoni Leszczewicz MIC (ur. 30 września 1890 w Abramowszczyźnie, zm. 17 lutego 1943 w Rosicy) – polski duchowny katolicki, błogosławiony Kościoła rzymskokatolickiego.

## Życiorys
Był synem Jana i Karoliny Sadowskiej. W 1909 wstąpił do seminarium duchownego w Petersburgu. Święcenia kapłańskie przyjął 13 kwietnia 1914. Był wikariuszem, nauczycielem religii i łaciny oraz proboszczem w Irkucku, Czycie i Harbinie. Pod koniec 1937 wyjechał do Japonii, a na początku 1938 był w Rzymie. W 1939 wstąpił do nowicjatu Zgromadzenia Księży Marianów w Drui i Skórcu. W nowicjacie obchodził 25-lecie kapłaństwa, a 13 czerwca 1939 złożył śluby zakonne. Ponownie wyjechał do Drui, by zająć się duszpasterstwem w tamtejszej parafii. Już podczas okupacji niemieckiej wraz z późniejszym błogosławionym ks. Jerzym Kaszyrą MIC wyruszył za Dźwinę na misje. Był przełożonym grupy misyjnej i sióstr eucharystek na terenie BSRR w Rosicy k. Dryssy.
Rząd polski uhonorował w 1934 roku ks. Antoniego Leszczewicza Srebrnym Krzyżem Zasługi, za jego działalność na rzecz biednych.
Po wybuchu II wojny światowej przeżył okupację sowiecką, a po 1941 znalazł się na terenach przejętych przez Niemców. Dnia 17 lutego 1943 został żywcem spalony przez Niemców w stajni w Rosicy, wraz z grupą wiernych. Ks. Leszczewicz nie opuścił swoich wiernych, pomimo że był ostrzeżony o pacyfikacji.

## Kult
Został beatyfikowany przez papieża Jana Pawła II 13 czerwca 1999 wraz z grupą 108 błogosławionych polskich męczenników okresu II wojny światowej.
Jego wspomnienie liturgiczne obchodzone jest tradycyjnie w dzienną pamiątkę śmierci (17 lutego) lub 12 czerwca w grupie 108 błogosławionych.
Kościół parafialny w Rosicy został ustanowiony sanktuarium Męczenników bł. ks. Antoniego Leszczewicza i bł. ks. Jerzego Kaszyry.